# Cristian Gonzáles
Cristian Gérard Alfaro Gonzáles (sinh ngày 30 tháng 8 năm 1976, còn được gọi là Mustafa Habibi) là một cầu thủ bóng đá chuyên nghiệp chơi ở vị trí tiền đạo cho câu lạc bộ Liga 1 RANS Nusantara. Anh đã 4 lần là Vua phá lưới Liga Indonesia và ghi được 249 bàn thắng ở Liga Indonesia. Trong thời kỳ đầu của sự nghiệp, anh đã chơi cùng với Álvaro Recoba trong đội U20 Uruguay. Kể từ ngày 3 tháng 11 năm 2010, anh chính thức mang hộ chiếu Indonesia và trở thành cầu thủ nhập tịch đầu tiên được gọi vào Đội tuyển bóng đá quốc gia Indonesia.

## Đời sống cá nhân
Gonzáles sinh ra ở Montevideo, Uruguay.  Anh kết hôn với vợ, Eva Nurida Siregar, vào năm 1995 và có 4 người con.  Vào ngày 9 tháng 10 năm 2003, ông chuyển sang đạo Hồi và chọn Mustafa Habibi làm tên Hồi giáo của mình.  Anh có hộ chiếu Indonesia vào năm 2010. Gonzáles cũng xuất hiện trong các vở nhạc kịch và quảng cáo truyền hình của Indonesia.

## Sự nghiệp quốc tế

### Bàn thắng quốc tế
| #   | Ngày                 | Địa điểm                                            | Đối thủ           | Bàn thắng | Kết quả | Giải đấu                  |
| --- | -------------------- | --------------------------------------------------- | ----------------- | --------- | ------- | ------------------------- |
| 1.  | 21 tháng 11 năm 2010 | Sân vận động Gelora Sriwijaya, Palembang, Indonesia | Đông Timor        | 3–0       | 6–0     | Giao hữu                  |
| 2.  | 21 tháng 11 năm 2010 | Sân vận động Gelora Sriwijaya, Palembang, Indonesia | Đông Timor        | 4–0       | 6–0     | Giao hữu                  |
| 3.  | 24 tháng 11 năm 2010 | Sân vận động Gelora Sriwijaya, Palembang, Indonesia | Đài Bắc Trung Hoa | 1–0       | 2–0     | Giao hữu                  |
| 4.  | 1 tháng 12 năm 2010  | Sân vận động Gelora Bung Karno, Jakarta, Indonesia  | Malaysia          | 2–1       | 5–1     | AFF Cup 2010              |
| 5.  | 16 tháng 12 năm 2010 | Sân vận động Gelora Bung Karno, Jakarta, Indonesia  | Philippines       | 1–0       | 1–0     | AFF Cup 2010              |
| 6.  | 19 tháng 12 năm 2010 | Sân vận động Gelora Bung Karno, Jakarta, Indonesia  | Philippines       | 1–0       | 1–0     | AFF Cup 2010              |
| 7.  | 28 tháng 7 năm 2011  | Sân vận động Gelora Bung Karno, Jakarta, Indonesia  | Turkmenistan      | 1–0       | 4–3     | Vòng loại World Cup 2014  |
| 8.  | 28 tháng 7 năm 2011  | Sân vận động Gelora Bung Karno, Jakarta, Indonesia  | Turkmenistan      | 2–0       | 4–3     | Vòng loại World Cup 2014  |
| 9.  | 22 tháng 8 năm 2011  | Sân vận động Manahan, Surakarta, Indonesia          | Palestine         | 2–1       | 4–1     | Giao hữu                  |
| 10. | 11 tháng 10 năm 2011 | Sân vận động Gelora Bung Karno, Jakarta, Indonesia  | Qatar             | 1–1       | 2–3     | Vòng loại World Cup 2014  |
| 11. | 11 tháng 10 năm 2011 | Sân vận động Gelora Bung Karno, Jakarta, Indonesia  | Qatar             | 2–2       | 2–3     | Vòng loại World Cup 2014  |
| —   | 21 tháng 6 năm 2014  | Sân vận động Gelora Delta, Sidoarjo, Indonesia      | Pakistan          | 1–0       | 4–0     | Giao hữu không chính thức |
| 12. | 30 tháng 3 năm 2015  | Sân vận động Gelora Delta, Sidoarjo, Indonesia      | Myanmar           | 2–0       | 2–1     | Giao hữu                  |